# جوتسو (ناروتو)
في مانغا وأنمي ناروتو، الجِتسو (術 Jutsu، "تقنية" أو "مهارة") تشير إلى التقنيات التي يستطيع النينجا استعمالها وتنقسم إلى عدة أنواع منها الوهم، والتقنيات الحركية وتقنيات أخرى ويحتاج كل جوتسو إلى طاقة داخلية تسمى شاكرا في هذا الأنمي، ويحتاج إلى القيام بحركات بالأصابع، وهناك جتسوهات محرمة لا يسمح إلا لِقادة القرى باستعمالها كجتسو الانقسام والألف شفاء الخاصة بالهوكاجي الخامس تسونادي ولكن هناك بعض النينجا الهاربين أو الخارجين عن القانون لا يأبهون لِحرمة استخدام هذه التقنيات ويستخدمونها لتحقيق مطالبهم ومساعيهم.
تعتبر تقنية الاستدعاء من أقوى التقنيات وهي تقوم على استدعاء ساكورا عن طريق الدم وهي تقنية تحتاج إلى شاكرا عالية للاستدعاء.

## الشاكرا

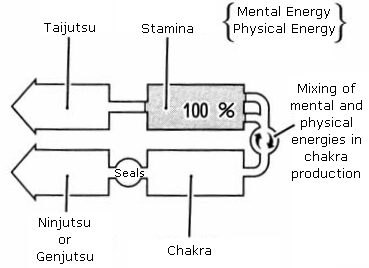
دياغرام يوضح طرق توليد واستخدام الشاكرا

البوابات الثمان

الشاكرا Chakura ‎ (チャクラ) هو مصدر الطاقة المطلوب لأداء أغلب أشكال الجوتسو. قبل عصور، كان البشر يولدون دون شاكرا في داخلهم إلى أن سرقت امرأة ثمرة الشجرة المُقدَّسة «الشينجو» وتناولتها فأعطتها طاقة الشاكرا، وتمكنت بواسطتها من إنهاء الحرب في زمنها. ابنها، حكيم المسارات الستة كان قد ولد بشاكرا طبيعيًّا.

## أنواع الجوتسو

### نينجوتسو
وهي التي تستخدم واحد أو العناصر الخمسة للطاقة لتنفيذ مهارة تعتمد في طبيعتها على العنصر المستخدم وأكثر تقنيات النينجا من هذا النوع.

### غينجوتسو
تقنيات الوهم تستخدم لإحداث حالة من اختلال الإدراك لدى من يقع فيها مما يسهل هزيمته.

### تايجوتسو
وهي المهارات الجسدية التي لا تحتاج طاقة إلا في بعض المهارات القوية منها وتعتمد على قوة الجسد وأشهر من يتميز بها في مسلسل ناروتو لي ومدربه غاي حيث ناضل لي ليتمكن من الحصول على هذه المهارات.

### كيكِّي غينكاي
وهم من يولدون وهم يمتلكون القدرة على استخدام طبيعتين من التشاكرا مثل عنصر الأرض مع عنصر الماء عندما يمزجان ينتج عنصر الخشب ودمج أي عنصرين آخرين ينتج قوة فريدة من نوعها.

### كيكِّي توتا
وهن من يولدون ولديهم القدرة على استخدام ثلاث طبائع من التشاكرا كأسلوب الذرة الخاص بالتسوتشيكاغي أونوكي.

### فوينجوتسو
وهي تقنيات الختم ولها استخدام واسع جدا وأشهر من يتميز لها من كونوها الهوكاجي الرابع ميناتو.

### سينجوتسو
وهي تشاكرا الطبيعة ومن يمتلكها يصبح ذا قوة هائلة ويدخل طور الناسك وأشهر من امتلكها السينين الأسطوري جيرايا والهوكاغي الرابع وناروتو إضافة إلى الهوكاجي الأول هاشيراما وكابوتو.

## جوتسو متكررة

### ختم أوروتشيمارو الملعون
هو عبارة لعنة يضعها اروتشيمارو على عنق أي شخص فيصبح الشخص قويا جدا لان عند تفعيل الختم تتحرر قوته لكن صاحب الختم يصبح ملك لارتشيمارو فيستطيع اخد جسده وتقنياتها متى أراد ذلك

### راسينغان

#### راسين شوريكين
هي تقنية هوائية يتم جمع التشاكرا في يد المستخدم .وهي تستهلك طاقة كبيرة

### كاغي بونشين
هي القدرة على إستنساخ الشخص من خلال صنع نسخة من الظل . وهي مفيدة لتشتيت العدو ولكنها تعتبر مضيعة للتشاكرا بسبب تقسيم التشاكرا إلى نسخ كثيرة. وتختفي النسخة عند تعرضها لضربة واحدة. ويستخدمها ناروتو ليستخدم حركات الراسينغان ...

### بياكوغان
هي مهارة بصرية لا يمكن لأي أحد استخدامها غير عائلة هيوغا الشهيرة.
تقوم بتحديد أماكن التشاكرا سواء من قريب أو من بعيد

### شارينغان

#### مانغيكيو شارينغان
هي العين الشارينغان بمرحلة متقدمة جدا لكي تحصل عليها يجب قتل أحد الاصدقاء المقربين أو أحد الاقارب وعندما تحصل على المانغيكيو الشارينغان تتغير شكل عين الشارينجان وكل شخص يمتلك شكل معين كما بإمكانك تفعيل الجتسو والسوسانو لكن استخدامها بكثر قد يعرض إلى العمى وعدم الرؤيا.

#### المانغكيو شارينغان الأبدية
هي عين المانغكيو الشارينغان ولكن باسلوب مختلف واقوى ومتقدم عن السابقة لانها ان استخدمتها بكثر لا تؤثر عل بصر ويمكن الحصول علها وهي باخذ عين شارينغان من شخص يمتلك عين شارينغان ويزرعها في عينه الشارينغان هكذا سيحصل على المانيكيو شارينغان الابدية (الخالدة) وأول شخص من حصل عليها هو اوتيشها مادارا عندما افرط باستخدام المانغيكيو الشارينغان وصابه العمى عندها طلب ايزونا من اخيه مادارا باخذ عينه وزرعها وهكذا حصل عليها مادارا والاشخاص الذين يمتلكون المانغيكيو الشارينغان الابدية هما مادارا وساسكي

### رينيغان
هي عين حكيم المسارات الست وهي أقوى العيون إذ أنها تمتلك قوة رهيبة فمثلا يمكن لصاحبها إعادة الارواح لمن فقدوها وتقنية تشيباكو تينسي التي تسحب أي شيء إلى داخلها كما يمكنها استدعاء حيوانات مختلفة إضافة إلى استدعاء تمثال جيدو وشفط الطاقة وتتحكم بستة اجساد كل جسد له قدرة مختلفة اخيرا تستطيع صنع أشباه غير مرئيين للعدو وقدرة الانتقال عبر الأبعاد والزمن وتغييره وتحكم بالجاذبية والاسلحة الميكانيكية

### الهوكاغي الأول
والتقنية هي: جيكاى كودان :
وهي أحده تقنيات عنصر الشجر لدى الأول وهي عباره عن تحويل الشاكرا إلى مصدر للحياة وهي تقنيه من المستوى العالي حتى ان الثالث لم يستطع الخروج من تلك التقنية الا بالاستدعاء.

### الهوكاغي الثاني
والتقنية هي: سويجين هيكى وسيوتيون سيويرى دان وهي:
وهو عنصر عالي المستوى من عناصر الماء ويطبق من غير وجود ماء ولايستطيع أن يفعل ذلك سو الهوكاغي الثاني.

### الهوكاغي الثالث
لم نره له تقنيات خاصه به ولكنه لقب بالعبقرى ولكن تقريبا التقنية الخاصة به هي :
دوتون دوري هيكى : وهي عنصر الأرض من المستوى العالي وقام بتنفيذ تلك التقنية القوية لاتفادى هجوم الهوكاغي الثاني.

### الهوكاغي الرابع
وهو صاحب 3 تقنيات من أقوى التقنيات على الإطلاق وهي:
- شوجى فوين (تقنية الحبس) وتعتبر تلك التقنية هي أكثر التقنيات غموضا في المسلسل كله كما أيضا تعتبر من التقنيات المحرمة ونتائجها هي موت مستخدمها والمستخدمة عليه.
- الراسينغان:

وتلك التقنية من ابتكار أشورا أبن الحكيم مسارات الست أيضا وهي عباراه عن تجميع الشاكرا في اليد وتختلف مراحل الراسينغان واستغرقت 3 سنوات من الهوكاجي الرابع لتعلمها.
- هيرايشين نو جيتسو :

وتعني رايجن الطائر(اله البرق في الثقافة اليابانية)وهذه التقنية من اقوى التقنيات على الإطلاق وهي من اختراع الهوكاجي الثاني وطورها الهوكاجي الرابع وهذه التقنية جعلته يلقب بوميض كونوها الأصفر لانها تجعله سريعا بسرعة البرق حيث يقوم بختم أي مكان يريد الذهاب اليه ثم ينتقل له بومضة عين وقد ابتكر كوناي موجود عليها الختم يرميها إلى أي مكان فينتقل بسرعة إلى ذلك المكان

### السانين الأسطورين

#### جيرايا
من أقوى تقنياته الخاصة به هي:
- تقنيه فخ فم الضفدع:

وتقوم تلك التقنية باستدعاء معده ضفدع جبلى يتنفس ويتغذى على النار وكاد أن يقتل إيتاشي وكيسامي لولا استخدام إيتاشي اماتيراسو (سيتم شرحها في تقنيات إيتاشي) للهرب.
- مستنقع الجحيم وهي تقنية من تقنيات عنصر الأرض :

وتقوم تلك التقنية على عمل مستنقع مثل الرمال المتحركة تقوم بغرق أي شيء يقع فيها وراينا ذلك في معركته مع اورتشيمارو.

#### أورتشيمارو
أقوى تقنياته:
- ختم اللعنة :

وهو عباره عن جتسو خاص به يمكنه بعد ذلك من الاستحواذ على جسد الشخص المختوم بتلك اللعنة كما أن هذا الجسد بعدها ياخذ قوى اضافيه من هذا الختم.
- جتسو الخلود :

وهو جتسو يمكنه من ابقاء روحه في هذا العالم إلى الابد عن طريق الانتقال من جسد إلى جسد ويكتسب كل صفات وخواص هذا الجسد وتعتبر تلك التقنية هي تقنيه اورتشيمارو الخاصة الذي قام بتطويرها ولايمكنه تنفيذ تلك التقنية الا كل 3 سنوات.
- ايدو تنسي (إعادة الاحياء) :

ويعتبر من اخطر أنواع الجتسوهات واقواها حيث يمكنه هذا الجتسو من احياء أقوى النينجا ولكنه أيضا تقنيه محرمه لانه يقوم على التضحية باجساد مقابل هذا الأحياء.

#### تسونادي
- الانتعاش المقدس:

وتقوم تلك التقنية على جمع الشاكرا في جبهته لكى تقوم بزياده سرعه بناء وتقسيم الخلايا وتستطيع بتلك التقنية انعاش جميع الأعضاء والانسجة وهي قدره على التكوين ولكنه لها اثر سلبى وهي تقليل من فترة حياتها ولكن باستخدام تلك التقنية يكون من الصعب قتلها.
- تستطيع أيضا تجميع الشاكرا في يد يها أو ضراباتها عموما ويحتاج مستخدم هذا النوع من الضربات تحكم دقيق الشاكرا وهي قوه خارقه.
- التقنيات الطبية: حيثوا انها تعتبر النيينجا الطبى الأول في عالم نارتو كما أنها تستطيع صنع عقاقير وسموم بدون رائحه حتى ان اعظم الشينوبى لايستطيع اكتشافها.

وكذلك تستطيع المحافظة على شباب جسدها بجتسو طبى خاص بها.

### النينجا المتقدمين (جونين)

#### هاتاكي كاكاشي (النينجا الناسخ)
وتقنياته الخاصة به هي :
- تشيدوري (نصل البرق) :

وهي عبارة عن تجميع كمية كبيرة من الشاكرا في يديه وتظهر كالبرق ولها صوت مئة طائر يرفرف في نفس الوقت بسبب سرعة مستخدمها وهي تقنيه قاتله وقويه.
- النسخ :

اشتهر كاكاشى بنسخ التقنيات ولقد قام بنسخ أكثر من 1000 تقنيه وكذلك من تقنياته الف عام من الالم لكنها تقنيه ضعفيه.
- مايتو قاي (وحش كونوها الاخضر)

ويعتبر عبقري في القتال اليدوي وأهم تقنياته هي:
- البوابات: يستطيع فتح 8 بوابات وتعطيه قوة هائلة.
- اعصار كونوها: وهي مجموعة من الضربات المتتالية بالقدم.
- اساكجوكو (طاووس الفجر) : وهي مجموعة من ضربات نارية قاتلة ومتتالية.

#### كابوتو: (نينجا طبي)
من اقوة التقنيات لديه :
- حركة الروح الميتة:

وهي حركه تجعل قلب الجثة ينبض موقتا ليتحكم بها واستخدام تلك التقنية في المشفى للهروب من كاكاشى.
- المشرط:

وهي عباراة عن مشرط تشريحي يتكون من الشاكرا ويقوم بقطع العضلات والخلايا به ويعتبر من اخطر التقنيات لديه لانها قد تشل حركه الخصم.

#### الحراس الأربعة لاورتشيمارو
كيدومارو وساكون وجيربو وتايويا
هولاء الأربعة قاموا بأسلوب :
نينبو شيشى انجين:
وهوعباره عن جدار عازل من الداخل والخارج لايمكن اختراقه وفشل الانبو في اختلاق هذا الحاجز لان مجرد لمسه يعرض الشخص للاحتراق وعدم المرور.
وكذلك هناك تقنيه:
1. الخنق بالظل لوالد شيكامارو وهي من أقوى تقنيات عشيرتهما.
2. باكالا نو جوتسو: الحجم الكبير وتلك التقنية خاصه بوالد تشوجى.
3. وادار الروح والساق وتلك التقنية خاصه بوالد اينو وعباراه عن تمكنه من جعل شخصين أو أكثر قتل بعضهما البعض.

وهناك أيضا كوريناى: متخصصه في قنيجتسو: ولكننا لم نره منها سو أسلوب هجومها على ايتاشى واستطاع ايتاشى الخروج من تلك القنجتسو بالشارينغان وهوأسلوب ضعيف بالنسبة إليه فقط.
وكذلك أسوما: لم نره منه سوى أنه يستطيع مد الشاكرا إلى سلاحه.
وهناك أيضا مورينو ايبكيي: وهو متخصص في التعذيب والاعتقال وجمع المعلومات.
وأيضا أنكو: ولقد تدربت على يد أورتشيمارو وتستخدم نفس أسلوب الأفعى وأكبر تقنياتها هي تقنية محرمة وهي الافعى المزدوجة وتقوم تلك التقنية على موت الشخص القائم بها والمنفذة عليه وقد استخدمت هذه التقنية ضد أوروتشيمارو في اختبار التشونين لكنها فشلت في قتله.

## تقنيات ناروتو وأصدقائه

### ناروتو أوزوماكي
من أهم التقنيات الخاصة بنارتو هي:طور الناسك
- نسخ الظل: وميزة تلك النسخ لنارتو انها نسخ حقيقيه ولقد تعلم نارتو تلك التقنية من اللفيفيه المحرمة للاول لذلك يعتبر جتسو عالي المستوى
- الجتسو المثير:وهذا الجتسو يعتبر خاص لنارتو يقومو بتنفيذه للوصول إلى مطالبه
- الراسينغان :وتلك التقنية هو قام بتطويرها لتصبح الراسينغان الخاصة به وهي قويه جدا ومدمره.وفوق هذا نارتو يستطيع استخدام الشاكرا الخاصة بالكيوبي في الدفاع أو الهجوم وهي شاكرا من نوع خاص عندما يخرجها يمتلك قوة مدمرة.
- أصبح نارتو قادر بشكل كامل علي استخدام تشاكرا الكيوبي بل وأصبح صديق له

### ساسكي أوتشيها
من أهم تقنيات ساسكي هي:
- تشيدوري: سبق شرحها ولقد تعلمها من كاكاشي.
- شفرات تحكم الشرينقان : وهي عباره عن خيوط قويه جدا يستطع مسك العدو بها.
- حركه التنين الناري وكرة النار : جميع أفراد اليوتشها كانوا مشهورين باستخدام النار.
- كذلك عند استخدام الختم الملعون سوء المرحلة الأولى أو الثانية يمتلك قوه هائلة.
- اماتراس: نار سوداء تحرق أي شي أمامها حتى تحوله إلى رماد ولا تستطيع اخمادها
- سوسانو : وهي تقنية من أقوى التقنيات في عشيرة الأوتشيها فهي تعتبر درع حماية وتستعمل للدفاع والهجوم وتنفد عند الامتلاك المانجيكيو شارينغان

### روك لي
من أهم تقنياته :
- اعصار كونوها الأخضر.
- يستطيع فتح 6 بوابات من البوابات الثمانية.
- ولكن حركته المفضلة هي اللوتس وهي عباره عن ربط الخصم وامساكه والسقوط به على رأسه ولقد تعلم هذه التقنية منه ساسكى وكاكاشي.
- وأيضا يمتاز بسرعه رهيبه.
- عندما يشرب قليلا من الساكى يقوم بتنفيذ أسلوب السكرانة وهذا الأسلوب سريع وقوى جدا في المعارك اليدويه

وقد فعل هذا عندما تقاتل مع كيميماروا

### نيجي هيوغا
من أهم تقنياته :
- 64 ضربه ويستطيع بتلك الحركة تحديد أماكن الشاكرا داخل جسم الشخص عن طريق البكوجين والتحكم فيها سوء بتقليلها أو منعها من الخروج.
- كيتين (الإعصار ) وهي عباراه عن التفاف سريع جدا مع اخرج شاكرا منه وعتدما يقوم بتلك التقنية يكون من الصعب جدا ضربه أولمسه.
- كما أنه يستطيع مد الشاكرا التي لديه داخل أي شيء تزويد ما يريد بالشاكرا.

### قارا (الكازيكاجي الخامس)
أهم تقنياته:
- ساباكو سوسو: أي جنازه الصحراء وهي عباراه عن احاطه الجسم بالرمل وتحطميه عن طريق الضغط.
- ريوسا باكوريو: وهي عباراه عن تكوين امواج من الرمال من الصعب تفاديها.
- سابكو تايسو: وهي عباراه عن دفن جسم الخصم تحت درجه معينه من الرمال.
- سابكو كايو: وهي عباراه عن لف الجسم بالرمال والقيام بتفتيت هذا الجسم.
- سايكو زيتاى بوقو.شوكاكونو نو تاتى: وهى الدفاع المطلق ودرع شيكاكو وهوعباراه عن تحويل معادن الأرض الغنية والقويه إلى رمال واستخدامها في الدفاع.
- أسلوب العين الثالثة: ويقوم هذا الأسلوب على عمل عين ثالثه من الرمال ويقوم برابطها باعصاب أحد عينيه.

### شينو أبورامي
تقنيات شينو تعتمد على الدرجة الأولى على استخدام الحشرات التي داخل جسده وستطيع أن يستغلها في اشياء كثيره مثل معرفه أماكن العدو أو مص الشاكرا الخاصة بالعدو.

### تشوجي أكيميتشي
تقنيته هي كره اللحم العملاقة الآن انه يمتلك ثلاث حبات عند اخذهم بالتدريج يحصل على قوه هائله خصوصا الحبة الأخيرة تزيد قوته 100 مره.

### شيكامارو نارا
شكامارو أسلوبه هو استخدام الظل للامساك بالعدو كما أنه ذكى جدا.
وكذلك أسلوب ربط الظل بالرقبة.

### ساكورا هارونو
ساكورا أصبحت تمتلك تقنيات طبيه.
وكذالك تمتلك القوة الخارقة في الضربات مثل تسونادى.
علاوه على أنها من نوعيه قنجتسو.

### إينو ياماناكا
تستخدم اينو تقنية انتقال العقل.عن طريق نقل عقلها إلى جسد من تريد وتقوم بالتحكم بها وفعل كما تشاء.

### تيماري
تستخدم تيماري مروحه للتحكم في قوة الرياح.
وعن طريقها يمكنها التحكم في تلك قوة الرياح كما تريد هي.

### تن تن
يقوم أسلوب تن تن على استخام لفاف للاسلحه وتقوم بإطلاقها مره واحده حيثو يتفاجاء الخصم وقد تودى لموته ان لم يكن على خبره عاليه.

### هيناتا هيوغا
استطاعت هيانتا تطوير تقنية البياكوغان إلى شوقو هيكي روكو جويونشو وهو عبارة عن حركات سريعة جدا باليد لتفادي الهجوم.

### كيبا إنوزوكي
تقنيات كيبا :
- يمتاز بحسه شم عاليه المستوى
- جيجيو نينبو أو تقنيه النصف ادامى وهي عباراه عن تحويل اكمارو إلى ادامى مثله ولكنه متوحش.
- جاتسوجا: وهي عباراه عن دوران سريع له هو اكامارو لاصابه الخصم بضربات شديدة.
- أسلوب اونوزوكا المتوحش للتحول المزدوج وهو عباراه عن أسلوب الذئب ذو الراسين ويمكنه هذا الأسلوب من امتلاك قوه هائله ويعتبر هو أفضل أساليبه.

### كانكرو
يمتاز كانكرو بالتحكم عن طربق الشاكرا بالدمى المسلحة:
ويستخدم كراس وكوروى وسانشو
ويمتاز كراس وكوروى بالهجوم معا وهم مليئان بالاسلحة والافخاخ حيثوا ان كوروى يقوم بحبس الخصم بداخله ويقوم كرس بالتفكك إلى اسلحه وادخال هذه داخل كوروى لقتل الخصم.
ام الدمية سانشوى فممتاز بالدفاع القوى عن طريق صدده من الصعب اختراقها بدون نقطه الضعف لديها.

### زابواز موموتشي (الشيطان)
وهو أحد النينجا السبع الاقوياء من قرية الضباب المخفيه ويمتلك أحد السيوف السبع العظيمة ويسمى سيفه بقطاع الرؤوس.
ومن أهم تقنياته هي:
- نينبو جتسو قرية الضباب:

وهذه التقنية هي عباراه عن إطلاق للشاكرا على سطح الماء لتكوين الضباب وهذه التقنية خاصة بقرية الضباب. ويقوم بصنع هذا الضباب ليسبب عائق للخصم.
- جتسو النسخ المائية:

هذا الجتسو مفضل أيضا عند زابواز وقام باستخدامه أكثر من مره امام كاكاشي.
- عرف زابوازا أيضا بخبير في القتل الصامت: أي في لحظه واحده يستطيع القضاء على الخصم بدون أن يدرى الخصم الا لحظه قتله. وكذلل يستطيع زابواز مقاتله الخصم اعتمادا على صوت تحركاته فقط وقام بهذا ليواجهه الشرينقان لدى كاكاشي.
- عنصر الماء جتسو عاصفه التنين المائي:

وهو عباراه عن تنين من الماء لمهاجمه الخصم وهو أحد أساليب عنصر الماء ستون.

### هاكو (النينجا المخلص)
وهو من أصحاب الصفات الوراثيه المتقدمة من دوله الماء.
تقنيته الخاصة هي :
- مرايا الثلج الشيطانية (جتسو سري) :

هذا الجتسو لايستطيع أحد بتنفيذه حتى لو عن طريق النسخ عن طريق الشريينقان وهذا الجتسو عباراه عن تكوين مرايات ثلجيه من الماء وهو تطوير لفصيله الدم الخاصة بهاكو وفشلت جميع أنواع الهجوم لدى ساسكى ونارتو ضدد هذا الجتسو ولولا انا الأمور ذهبت لقوه الكيوبى لفشل الاثنين نهائيا في الانتصار على هاكو.
- يمتاز هاكو أيضا بالذكاء وتحليل جوانب الخصم جميعا من ناحيه الهجوم والدفاع وجميع إمكانيته وصنع خطه مضاده لإمكانيات هذا الشخص وهو صاحب الفضل الأول في استطاعت زابواز مجارته كاكاشي في المعركة الثانية.
- كما أنه يستعمل ابره للقتل الموقت.

### كميمارو (ضحية أورتشيمارو)
كميميارو من أحد الشخصيات التي تمتلك الصفات الوراثيه لقرية كاجيو يا وهو الوحيد المتبقى من تلك القبيلة بعد موتها جميع في أحده الحروب مع قرية السحب المخفيه وتلك القبيلة تشتهر باستخدام عظامها في الهجوم والدفاع.
أهم تقنياته:
- هيسيندن: وهي عباراه عن استخدام عظام يد يه في الهجوم واطلقها كطلقات في الهجوم. _
- تسينكا نو ماي (رقصه الياسمين البري): وهو عبارة عن إخراج عظمة العمود الفقري لديه ليستطيع الهجوم به وامساك الخصم عن طريقه.
- الزهرة: وهو عبارة عن استخدامه اثخن عظم في جسمه ويقوم بتحويله إلى ثاقب ليبيد به أي شيء.
- ماى سوارابى نو ماى (رقصه شتلة السراخس) : وهي عبارة عن عظام حاده جدا تخرج من الأرض منشره في صوره كبيرة لاباده أي شيء موجود في تلك الأرض.ويمكنة الخروج من الخروج من أحده تلك العظام والمهاجكة كما أنها تعد من أقوى تقنياته.
- كميميارو أيضا من الذين امتلكوا قوة ختم اللعنة.كما أنه أيضا قام بقتل الكازكاجى الرابع لقرية الرمال(والد قارا) بناء على مطالب اورتشيمارو.

### الجدة تشيو (رئيسة مجلس قرية الرمل)
تشيو هي أحد شخصيات الجزء الثاني وهي جدة العبقرى ساسوري كذلك هي التي قامت بتعليمه أسلوب الدمى وكذلك تمتلك خبرة كبيرة جدا في القتال حتى الآن لم نرى منها سوى تقنيه واحدة وهي:
- التلاعب بالجسد كدميه عن طريق الشاكرا الخاصة بها وهذا الأسلوب أسلوب قوى جدا فاستطاعت بهذا الأسلوب ان تجنب ساكورا من هجوم ساسورى وتحطيم هيراكوا بالاستفادة من قوة ساكورا ولكن يالتاكيد ستحمل الحلقات القادمة تقنيات أقوى وأكثر للجده تشيو.

لديها أيضا تقنية تعد من التقنيات المحرمة والتي تفقد المرء حياته عند استخدامه لها وهي تقنية التناسخ التي انقذت بها حياة الكازيكاجي الخامس غارا بعد موته عندما استخرج منه وحش البيجو الخاص به والتي تقوم بتبادل الارواح كان تعطي لشخص آخر روحك وايضا تقنية الدمى العشرة التي استعملتها في إسقاط حصن كما ذكر في الأنمي في حلقة بعنوان عشرة ضد مئة

### تقنيات أعضاءالأكاتسكي

#### الزعيم بين
زعيم الاكتسوكي وأحد أقوى الأعضاء والشخصية كانت الأكثر في المسلسل حتى ظهور توبي والذي تبين أنه أوبيتو أوتشيها وهو يمتلك تقنيات قوية ظهرت في محاولته للاستيلاء على الكيوبي من ناروتو ومن تقنياته:
- نقل الجسد:

هذه التقنية تقوم على أنه يجعل لشخصيه جسد آخر لا تمتلك قدره وقوه الشخص الحقيقى وتمتلك الشكل أيضا والحركات والتقنيات ولكنها لاتكون بنفس درجه القوة الكاملة للشخصيه الحقيقية لانها تكون بمقدار ونفذ هذا الأسلوب إلى ايتاشى وكيسامى عند مواجهتهم إلى فريق كاكاشي وقاي.
وكان الغرض من تلك التقنية هي تعطيل الخصم فقط.
- الاختام الخمس المحرمة:

رغم أنها لم تذكر صراحه تلك التقنية أو الفخ الذي يقع فيه فريق قاى الآن إلا أن تلك التقنية هي احتمال كبير جدا ان تكون لزعيم الاكتسوكى أيضا لم فيها من قوه وخبره وراينا ماهى تلك التقنية أو الفخ الذي يقوم وهو عباراه عن عمل نسخ لجميع من ازال هذه الاختام متساويه في القوة.
- استدعاء تمثال الوحوش (الغيدو):

وهو التمثال الذي يتم فيه حبس وحوش البيجو ولم نره أي معلومات أخرى عن هذا التمثال سو انه يمتلك 9 اعين وكل عين مخصصه لاحده تلك الوحوش ويدين يقف الأعضاء عليهما حسب ترتيب الخواتم التي يلبسونها.
- فوين نو جتسو قنريوكيوفوجين (طيف أختام التنين التسعة) وهو :

عبارة عن وهي عبارة عن خروج شاكرا هائلة خاص بالاعضاء من فم هذا التمثال على شكل 9 تنانين لسحب البيجو من داخل الشخص الذي يحمله وحبسه وتلك التقنية تستغرق 3 أيام باليالهم لاكتمالها.

#### اوتشيها ايتاشي (النابغة)
إيتاشي يعد أفضل من كان في عشيرته اليوتشيها وكذلك بعد انضمامه إلى الاكتسوكى يعد من أقوى الأعضاء في تلك المنظمة أي من الدرجة الأولى وكعاده المؤلف فنحن أيضا لم نر الكثير من تقنيات ايتاشى وهذه التقنيات هي:
- عالم (تسوكو يومي) إله القمر أحد الخصائص الثلاثة للمانغكيو شارينغان

عن طريق استخدام المانغكيو شارينغان وهي أعلى درجه لخط حد الدم للشارينقن وتلك التقنية الرهيبة من أعلى درجات القنجيتسو (الوهم) وفي هذا العالم يصبح ايتاشي هو المتحكم في الزمان والمكان وكذلك كتل الاجسام ولقد نفذ تلك التقنية على كاكاشي وساسوكي ومن أثرها البقاء في غيبوبه على المنفذ عليه ولايستطيع أحد ان يواجه تلك التقنية الا إذا كان يمتلك المانغكيو شارينغان مثله.
- أماتيراسو (إله الشمس)

وهي أحده خصائص المانغكيو شارينغان أيضا وقام باستخدام تلك التقنية بجانب تسوكو يومى لاستخراج نار سوداء للهروب من تقنيه جيرايا القوية جدا ولكن تلك التقنية استنفذت منه معظم الشاكرا التي لديه.
- كاتون كوكاكيو نوجتسو (عنصر النار، الكرة النارية الضخمة) :

وهذه الكره الناريه إحدى التقنيات التي اشتهرت بها عشيره اليوتشيها ولكنها تختلف من شخص إلى آخر حسب قوته.
ورغم تلك التقنيات القوية إلا أننا لم نر بعد ايتاشى في قتال حقيقى

#### هوشيجاكي كيسامي (أحد السيافين السبعة لقرية الضباب)
كيسامى هو أحد أعضاء الاكتسوكى ورفيق ايتاشى ويمتلك أحده السيوف القوية وهو سيف السميهادا وهذا السيف يقوم بامتصاص الشاكرا لذلك كيسامى هو أكثر شخص في الاكتسوكى يمتلك شاكرا
وهو من نوع ستون عنصر الماء ولم نره منه حتى الآن سو القليل من التقنيات وهي:
- ميزو بونشن نو جتسو (أسلوب النسخ المائية):

وهو عباراه عن إخراج أو تكوين نسخ مائية له
- سويرو نو جتسو (أسلوب السجن المائي)

وهو أسلوب يقوم على حبس الخصم في سجن مائي ليختنق حتى الموت وقام بتنفيذ تلك التقنية على تلاميذ قاى وكذلك رايناه عندما طبقها زابواز على كاكاشي.
- سويتون سكودان نو جتسو (أسلوب اندفاع القرش المائي) :

وهذا بعتبر من أقوى أساليب الماء الذي رايناه في المسلسل وهو عباراه عن استخراج قرش واحد من الماء للهجوم على الخصم.
- سويتون، قوشوكو زامى (عنصر الماء، اسماك القرش الخمسة الداميه)

وهذا هو أقوى أسلوب رايناه لكسامى حتى الانوهو عباراه عن اخرج خمس اسماك قرش من الماء للهجوم تحت الماء وهذه القروش يت تكوينها كلم دمرت وأيضا الجزء الآخر من تلك التقنية هي حبس الخصم تحت الماء وعدم السماح للخصم بالخروج عن طريق تلك القروش ولم يستطع قاى بتفادى ذلك الهجوم الا بفتح 6 بوابات من البوابات الثمانية.

#### ديدار (الفنان)
ديدار هو من شخصيات الجزء الثاني كما أنه يعتبر من أقوى الشخصيات وأسلوب ديدار يعتمد في الدرجة الأولى والأخيرة على صنع متفجرات عن طريق مضغ الفخار في أفواه موجودة بيده ومزجه بالشاكرا وكذلك على شكل طيور متفجرة أو ليستطيع الطيران بها وقد قام تقنية في معركته مع قارا وفعلها ليدمر قرية الرمل.

#### ساسوري (العبقري)
ساسوري كان أحد الشينوبي في قرية الرمال وهو من الرمال الحمراء ورفيق ديدار في الاكتسوكي وأسلوب ساسوري هو الدمى وهو أيضا من صنع الدمى الذي يستخدمها كانكرو التقنيات التي رايناها لساسورى إلى الآن هي:
- القضاء على نقطه ضعف نينجا الدمى وهي إمكانيه اصابته وهو يستخدم الدمى لذلك قام بصنع هيركوا ليحتمى بداخله ويستطيع الهجوم والدفاع به.
- أفضل أسلوب إلى الآن لساسوري هو تحويل الشينوبى إلى دمى بشرية عن طريق تنضيف الجسم من المعدة وتصفيه من الدم وهيركوا الدمية التي كان بداخلها جسد لشينوبى لقرية الرمل وهي الدمية رقم 18 لديه من هذا النوع وكذلك أيضا قام بتحويل الكازكجى الثالث إلى دميه جسديه وهي أفضل دميه لديه كما ذكر واستطاع أن يكون اللى الآن 298 دميه من هذا النوع.

وحتى الآن لم تضح الطريقة الكاملة لهذا غير انها تقنيه خاصه بها كذلك لم يتضح نوع الاستفادة من تلك الاجساد للنينجا.
- المعلم ساسورى أيضا لديه القدرة على التحكم بالاشخاص عن طريق ختم خاص به ولا يتذكر هذا الشخص أي شيء عنه الا بعد فتح هذا الختم وقام بتطبق هذا الأسلوب على يورا أحد أعضاء المجلس لقرية الرمل.

وبالتاكيد سنرى الكثير من تقنياته الحلقات القادمة.

#### زتسو (عينالأكاتسكي)
يستطيع أن يذهب ببصره إلى ابعاد مكانية لمسافات كبيرة مستفيدا تقريبا من عنصر الأرض وبرز دوره بقوة في حرب النينجا العظمى الرابعة في إنشاء نسخ منه لتحارب شينوبي الدول المتحالفة وكذلك يستطيع التحول والتنكر بشخصيات أعدائه لكي لا يكتشفوه وحتى أنه ينسخ التشاكرا بحيث أن البياكوغان لم تستطع تمييز الحقيقي من المزيف حيث أن ناروتو فقط هو من بستطيع تمييز نسخ زتسو المزيفة لأنه يستطيع رؤية الحقد الذي تضمره من خلال طور الكيوبي الذي أتقنه مؤخرا . إضافة إلى أن أوبيتو كان قد استخدم زتسو للتجسس على ساسوكي حيث أخفى زتسو ست نسخ منه داخل جسد ساسوكي.
- كذلك هو من قام بالتخلص من جثتي يورا والشخص الآخر ولم تتضح أي معلومات أخرى عن تلك الطريقة سوى أنه اتضح أنهما شخصان في جسد واحد.